# AV-941
La  AV-941  (antes  C-500 ) es una carretera autonómica de la Red Complementaria Preferente de Castilla y León (España) cuyo recorrido transcurre por la provincia de Ávila.

## Características

Cajetín de la vía

Con sentido este-oeste, conecta la  N-502  y la  N-110  por el norte de la Sierra de Gredos. Tiene una longitud total de 52,104 km.

## Recorrido
| Kilómetro sentido El Barco de Ávila | Lugar | Kilómetro sentido Venta de la Rasquilla |
| ----------------------------------- | --- | --------------------------------------- |
| 0+000                               | Venta de la Rasquilla N-502                                                                                    | 0+000                                   |
| 0+290                               | Piscifactoría Rasquilla                                                                                        | 0+290                                   |
| 1+800                               | Curvas peligrosas                                                                                              | 2+100                                   |
| 3+400                               | San Martín del Pimpollar                                                                                       | 4+500                                   |
| 3+400                               | Acceso a la carretera de Hoyos de Miguel Muñoz AV-P-514                                                        | 3+400                                   |
| 10+100                              | Parador Nacional de Gredos                                                                                     | 10+600                                  |
| 11+900                              | Navarredonda de Gredos                                                                                         | 12+700                                  |
| 12+000                              | Área de servicio                                                                                               | 12+000                                  |
| 12+700                              | Barajas | 13+500                                  |
| 13+500                              | Acceso a la carretera de San Martín de la Vega del Alberche AV-P-510                                           | 13+500                                  |
| 16+200                              | Hoyos del Espino                                                                                               | 17+600                                  |
| 16+500                              | Carretera de la Plataforma de Gredos (antigua AV-931 )                                                         | 17+500                                  |
| 18+600                              | Acceso a Hoyos del Collado AV-P-518                                                                            | 18+600                                  |
| 19+300                              | Curvas peligrosas                                                                                              | 20+000                                  |
| 20+300                              | Acceso a Hoyos del Collado                                                                                     | 20+300                                  |
| 20+900                              | Acceso a Hoyos del Collado AV-P-518                                                                            | 20+900                                  |
| 24+500                              | Navacepeda de Tormes                                                                                           | 25+600                                  |
| 26+700                              | Acceso a la carretera de Piedrahíta y La Herguijuela AV-P-519                                                  | 26+700                                  |
| 27+000                              | Curva peligrosa                                                                                                | 27+200                                  |
| 29+100                              | Acceso a la carretera de San Bartolomé de Tormes AV-P-524 Acceso a la carretera de Ortigosa de Tormes AV-P-523 | 29+100                                  |
| 30+300                              | Navalperal de Tormes                                                                                           | 30+900                                  |
| 31+300                              | Acceso a la carretera de Zapardiel de la Ribera AV-P-526                                                       | 31+300                                  |
| 32+900                              | Acceso a la carretera de Zapardiel de la Ribera AV-P-526                                                       | 32+900                                  |
| 32+900                              | Curva peligrosa                                                                                                | 33+000                                  |
| 35+500                              | Acceso a la carretera de La Angostura AV-P-526                                                                 | 35+500                                  |
| 40+100                              | La Aliseda de Tormes                                                                                           | 40+500                                  |
| 40+200                              | AV-P-530 | 40+200                                  |
| 41+400                              | Acceso a la carretera de Navamediana AV-P-542                                                                  | 41+500                                  |
| 43+900                              | Acceso a la carretera de Bohoyo                                                                                | 43+900                                  |
| 44+700                              | Acceso a la carretera de Bohoyo AV-P-540                                                                       | 44+700                                  |
| 47+000                              | Hermosillo | 47+000                                  |
| 47+300                              | Acceso a la carretera de Los Llanos de Tormes AV-P-536                                                         | 47+300                                  |
| 51+900                              | El Barco de Ávila                                                                                              | 52+200                                  |
| 52+200                              | N-110 | 52+200                                  |